# Hans Spemann
Hans Spemann (Stuttgart, 1869. június 27. – Freiburg, 1941. szeptember 9.) német embriológus. 1935-ben elnyerte az orvostudományi Nobel-díjat az embriológiai szervező hatás felfedezéséért. 

## Élete
Az akkor a Württembergi Királysághoz tartozó Stuttgartban szüetett. Első gyermeke volt Wilhelm Spemann könyvkiadónak és feleségének, Lisinka Hoffmannak. Az elemi és  középiskolát szülővárosában végezte, 1888-tól pedig egy évet apja kiadójában dolgozott. 
1889–1890 között elvégezte katonai szolgálatát, ezután kipróbálta a könyvkereskedőséget, majd 1891-ben beiratkozott a Heidelbergi Egyetemre, ahol orvostudományt tanult. 1893–94 telén a Lajos–Miksa Egyetem tanult Münchenben, 1894 tavaszától pedig az egyetem Zoológiai Intézetében kezdett dolgozni. Tanárai olyan tudósok voltak, mint Wilhelm Röntgen, Theodor Boveri vagy Julius Sachs. 
1895-ben kapta meg a diplomáját, 1898-ban pedig előadói minősítést szerzett a Würzburgi Egyetemen. 1908-ban professzori kinevezést kapott a Rostocki Egyetem zoológiai tanszékén, 1914-ben pedig ő lett a berlini Kaiser-Wilhelm-Institut für Biologie igazgatóhelyettese. 1919-től Freiburg im Breisgau egyetemén dolgozott zoológiaprofesszorként, egészen 1935-ös visszavonulásáig.

## Tudományos munkássága
Spemann kutatómunkája elsősorban a kísérletes embriológiára összpontosult. Egyik korai kísérletében sikeresen kettéválasztott egy kétsejtes gőteembriót, és mindkettőből egészséges állat fejlődött. Kimutatta, hogy többsejtes embriók esetében a kettéválasztás síkja is hatással van a két fél fejlődőképességére. 
Az általa kifejlesztett mikrosebészeti eljárásokkal (amelyekhez vágóeszközként a kislánya hajszálát is felhasználta) 1924-ben kimutatta, hogy a kétéltűembriók egyes részei más helyre átültetve a származási helyüknek megfelelő szervek szöveteinek kifejlődését indukálják. Ezeket ő szervezőközpontoknak nevezte, a jelenséget pedig indukciónak. Azt is felfedezte, hogy a környező szövet is befolyással van az átültetett szervezőközpontra, például a retinakezdeményt bőrszövetre ültetve, szemlencse képződött. Felfedezéséért 1935-ben neki ítélték az fiziológiai Nobel-díjat.
Spemann 1928-ban kétéltűsejtekben sikeres sejtmagátültetést hajtott végre és ezzel előfutárává vált a klónozási technikáknak.

## Családja
Hans Spemann 1892-ben összeházasodott Clara Binderrel. Három fiuk és egy lányuk született.
1941. szeptember 9-én halt meg Freiburgban, szívroham következtében. 